# Twój Ruch

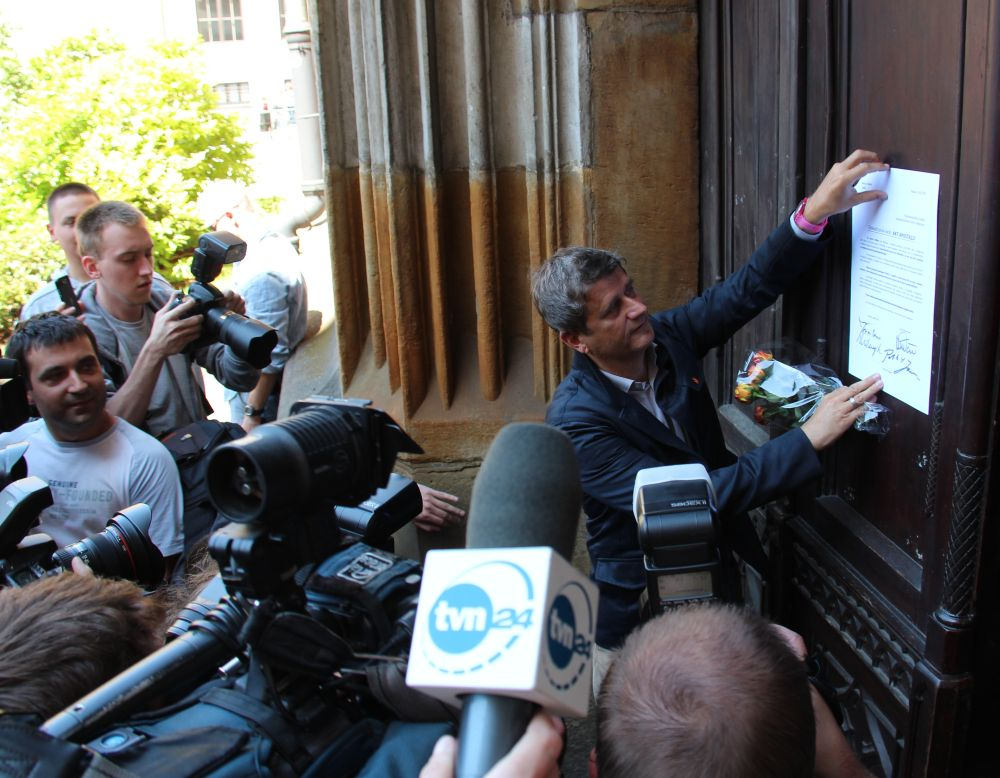
Janusz Palikot beim Anbringen seiner Apostasie.

Twój Ruch (deutsch Deine Bewegung oder Du bist am Zug, kurz TR) ist eine politische Partei in Polen, welche im Juni 2011 als Palikot-Bewegung (polnisch Ruch Palikota, kurz RP) gegründet wurde und linksliberale, antiklerikale, progressivistische Positionen verfolgt. 
Die Partei erhielt bei der Parlamentswahl am 9. Oktober 2011 10,0 % der Stimmen und wurde auf Anhieb drittstärkste Kraft. Seit der Parlamentswahl 2015 ist sie in der Bedeutungslosigkeit versunken.

## Geschichte

### Entstehung
Initiator der Partei Twój Ruch war der in Polen vor allem durch unkonventionelle Medienauftritte bekannte Unternehmer und Politiker Janusz Palikot, der bereits von 2005 an für die Partei Platforma Obywatelska (deutsch: Bürgerplattform) Abgeordneter im polnischen Parlament (Sejm) war und dort zum linksliberalen Flügel gezählt wurde. 2010 gründete Palikot die linksliberale Bürgerbewegung Nowoczesna Polska (deutsch: Modernes Polen) und kündigte seinen Austritt aus der Bürgerplattform an. Im selben Jahr gründete er die nach ihm benannte Bewegung zur Unterstützung von Palikot (polnisch: Ruch Poparcia Palikota). Er legte 2011 vorzeitig sein Mandat als Sejm-Abgeordneter nieder und ließ im Juni 2011 am zuständigen Gericht die nach ihm benannte Partei Ruch Palikota registrieren.
Mitte 2013 kam es zu einem formalen Zusammenschluss der Partei RP mit der für mehr europäische Integration einstehenden Bürgerinitiative Europa Plus des ehemaligen Präsidenten Aleksander Kwaśniewski. Kurz darauf schlossen sich auch Funktionäre der beiden sozialdemokratischen Parteien Racja und Polska Partia Pracy dem Bündnis an. Im Laufe des Jahres sind zahlreiche Mitglieder der Parteien Demokraci (deutsch: Demokraten) und Socjaldemokracja Polska (deutsch: Sozialdemokratie Polens), sowie parteilose Politiker hinzugekommen, zum Beispiel der ehemalige Innenminister Ryszard Kalisz.
Nach Umbenennung der Partei  in Twój Ruch im Oktober 2013 rückte das Konzept des Euro-Föderalismus verstärkt in den Fokus. Langfristig sollte die Partei zudem eine ernst zunehmende Alternative für die bisher etablierten, jedoch vergleichsweise mitgliederschwachen Parteien des Mitte-links-Lagers darstellen. Unterstützt wurde sie dahingehend auch vom ehemaligen Premierminister Włodzimierz Cimoszewicz.

### Parlamentswahlen 2011 und 2015
Bei der Parlamentswahl 2011 erhielt Partei 10,0 Prozent der Stimmen und wurde somit zur dritte Kraft im Sejm.
Nur sehr wenige der neuen Abgeordneten waren vor dem Wahlkampf der polnischen Öffentlichkeit bekannt. Eine Ausnahme stellten der LGBT-Aktivisten Robert Biedroń, welcher der erste offen schwule Abgeordnete im Sejm war, die Feministin Wanda Nowicka und die erste trans Person im polnischen Parlament, Anna Grodzka, dar. Insbesondere in jüngeren, großstädtischen Wählergruppen erhielt die Partei starke Zustimmung. Ein Drittel ihrer Wählerschaft war jünger als 29 Jahre.
Der Soziologe Radosław Markowski sagte zum Wahlerfolg der Partei, dass die etablierten und konservativen Parteien des Landes keine Antworten auf gegenwärtige Fragen liefern könnten, die mittlerweile viele Menschen in Polen bewegen würden. Zudem blieben viele politisch links orientierte Wähler bis zuletzt „heimatlos“, da die sozialdemokratische Partei Sojusz Lewicy Demokratycznej für viele Polen wegen der kommunistischen Vergangenheit eines Teils ihrer Funktionäre nicht wählbar sei. Der ehemalige Präsident Lech Wałęsa begrüßte, dass jemand wie Janusz Palikot das Parlament „durchlüften“ wolle und der Publizist Jerzy Urban bescheinigte der Partei eine „politische Zukunft“, da sie Teil einer breiten Protestbewegung sei, die sich in Europa und Nordafrika etabliert habe.
Bei der Präsidentschaftswahl im Mai 2015 kandidierte Parteichef Palikot selbst und erhielt 1,42 % der Wählerstimmen. 
Aufgrund sehr niedriger Umfragewerte für die bevorstehenden Parlamentswahlen im Herbst 2015 wurde im Juli gemeinsam mit der SLD und anderen linken Parteien das Wahlbündnis Zjednoczona Lewica (deutsch: Vereinigte Linke) gegründet. Ko-Parteivorsitzende Barbara Nowacka wurde Spitzenkandidatin dieses Koalition. Jedoch verpasste das Bündnis mit 7,55 % knapp den Einzug in den Sejm, womit erstmals in der polnischen Geschichte keine dezidiert linke Kraft im Sejm vertreten ist.

### Entwicklung seit 2015
Ende Februar 2016 stellte Barbara Nowacka der Öffentlichkeit mit anderen – teils ehemaligen – Mitgliedern linker Gruppierungen die neue politische Vereinigung Inicjatywa Polska (deutsch: Initiative Polen) vor. Das Projekt Vereinigte Linke ist damit endgültig beendet. Andere Mitglieder engagierten sich ab 2018 wiederum bei der neu entstehenden Partei Wiosna, welche programmatisch ähnlich ausgerichtet ist.
Auf dem Partei-Kongress am 2. März 2019 übernahmen Marzenna Karkoszka und Kamil Żebrowski den Ko-Vorsitz, während Palikot sich endgültig aus der aktiven Politik zurückzog, wie er es zuvor am 31. Dezember 2017 Palikot auf seinem Blog verkündet hatte.
Zu den Parlamentswahlen 2019 kandidiert TR zusammen mit anderen linken Parteien wie Wiosna und Lewica Razem auf den Listen der SLD im Rahmen der Allianz Lewica.

## Positionen
In den Medien wurde die Partei bisher oft als „Protestpartei“, „antiklerikal“ oder „radikal-liberal“ beschrieben. In ihrem Wahlkampf zur Parlamentswahlen 2011 plädierte sie unter anderem „für einen weltlichen Staat ohne Einmischung der Kirche“, ein liberaleres Abtreibungsgesetz, die Zulassung der künstlichen Befruchtung nach der In-vitro-Methode, die Legalisierung weicher Drogen und kostenlosen Zugang zu Verhütungsmitteln und dem Internet.
Des Weiteren fordert Twój Ruch eine Stärkung der Rechte von Homosexuellen und die Anerkennung gleichgeschlechtlicher Partnerschaften. In Bezug auf die Trennung von Kirche und Staat sollen finanzielle Mittel für Bistümer gestrichen und die Benotung des freiwilligen Religionsunterrichtes in Schulen abgeschafft werden. Statt einer staatlichen Parteienfinanzierung solle ein Teil der Steuer auf Wunsch zugunsten einer bestimmten Partei oder kirchlichen Gemeinschaft entrichtet werden können. Zudem fordert die Partei eine Senkung der Staatsverschuldung, eine Halbierung der Verteidigungsausgaben, Erleichterungen für kleinere Unternehmen und eine Einheitssteuer.
In einem Interview mit der Newsweek äußerte sich Janusz Palikot außerdem in Bezug auf die Außenpolitik Polens für einen Schulterschluss mit Deutschland und für eine „Lockerung des Bündnisses mit den USA“.